# تیکت تو راید
تیکت تو راید (انگلیسی: Ticket to Ride) یا بلیط‌سواری عنوان یک بازی رومیزی چند نفره از شرکت مشهور و ناشر بازی‌های رومیزی، دیز آو ووندر است. سبک این بازی هیجانی بر پایهٔ راه‌آهن و بازی‌های یوروگیمز است که توسط آلن مون طراحی و نقاشی‌های آن توسط جولین دلوال و سیریل دوژین طرح گردیده. این بازی در سال ۲۰۰۴ منتشر گردید. در همان سال انتشار موفق شد که جایزهٔ بهترین بازی رومیزی سال را بدست آورد. در سال ۲۰۰۵ نیز جایزهٔ دیانا جونز را هم کسب نمود. همچنین عنوان دومین بازی برتر خانوادگی شوایزر اسپیل‌بریس را نیز از آن خود نمود.
تیکت تو راید، در عین حال و در ادامهٔ موفقیت‌هایش جایزهٔ بین‌المللی بازیگران سال ۲۰۰۵ را نیز به کلکسیون افتخارات خود اضافه نمود که این امر باعث شد تا از اوت ۲۰۰۸ بیش از ۷۵۰۰۰۰ نسخه از بازی به فروش برسد. در اکتبر ۲۰۱۴، بالغ بر ۳ میلیون نسخه فروخته شد که با احتساب خرده‌فروشی‌ها مبلغی بالغ بر ۱۵۰ میلیون دلار را شامل می‌گردید.

## روش انجام بازی
قوانین بازی بسیار ساده است. در هر نوبت یکی از 3 کار زیر را انجام می دهید:
- کارت بر می دارید.
- یک مسیر را تصاحب می کنید.
- بلیط بر می دارید.

## نگارخانه

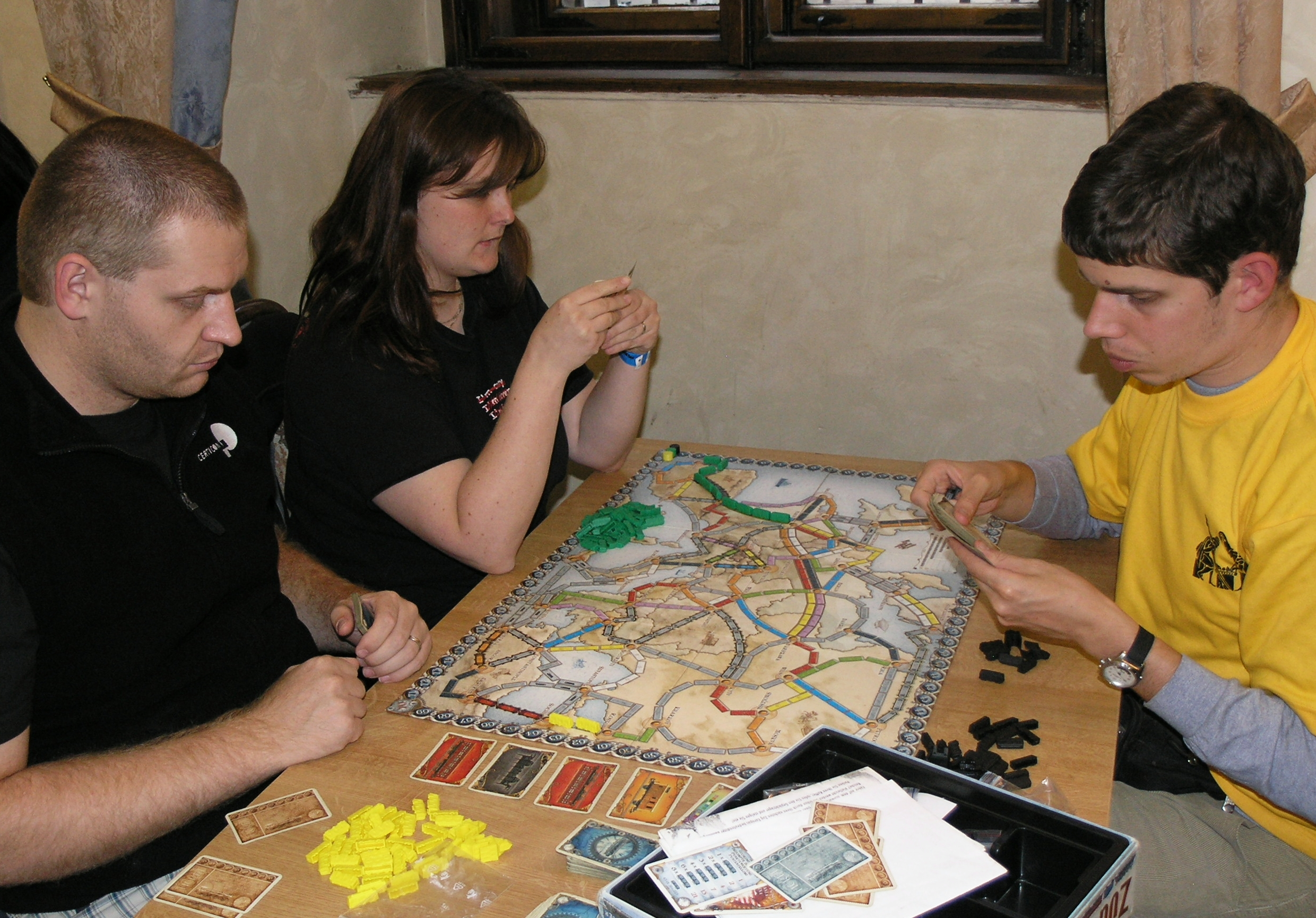
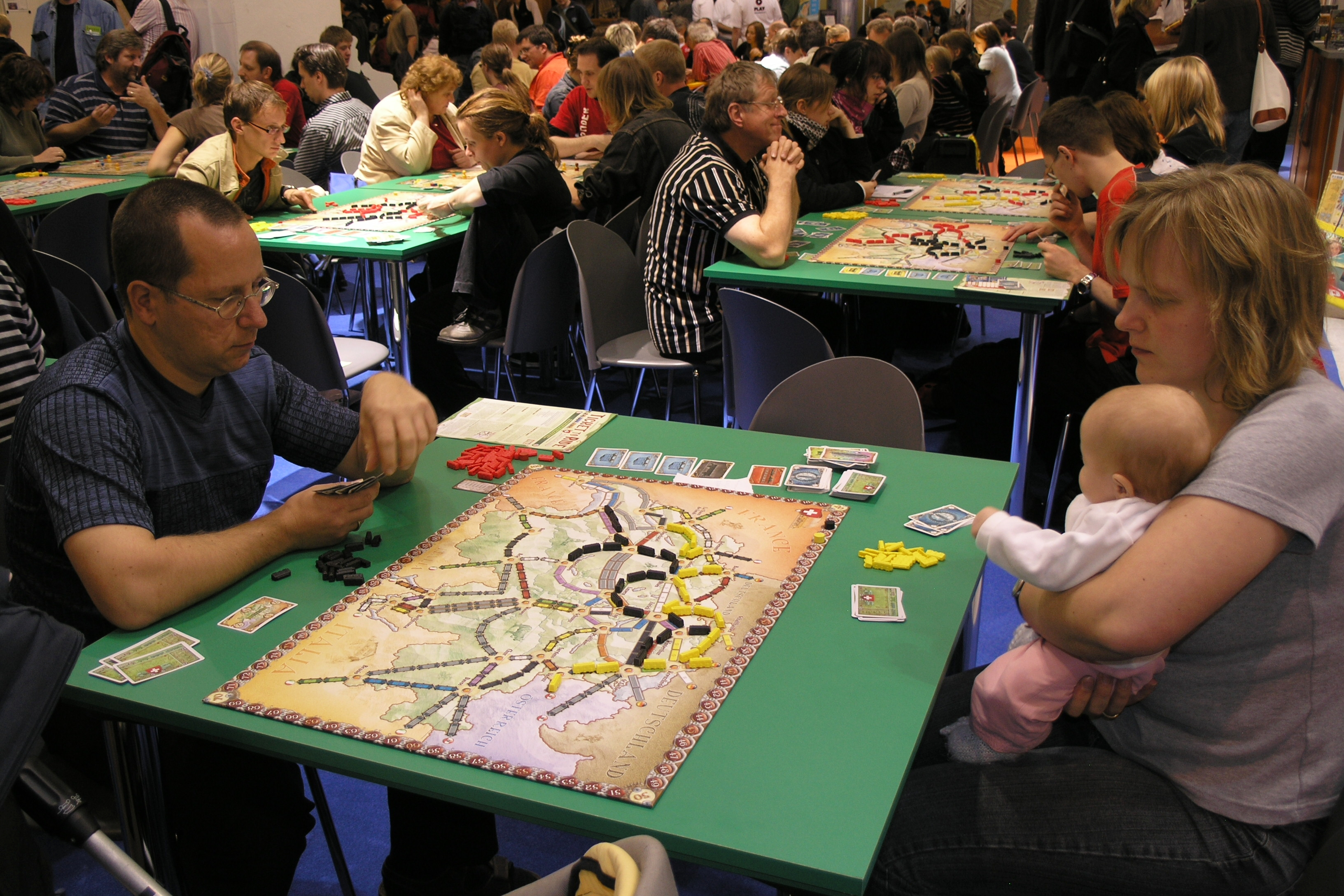
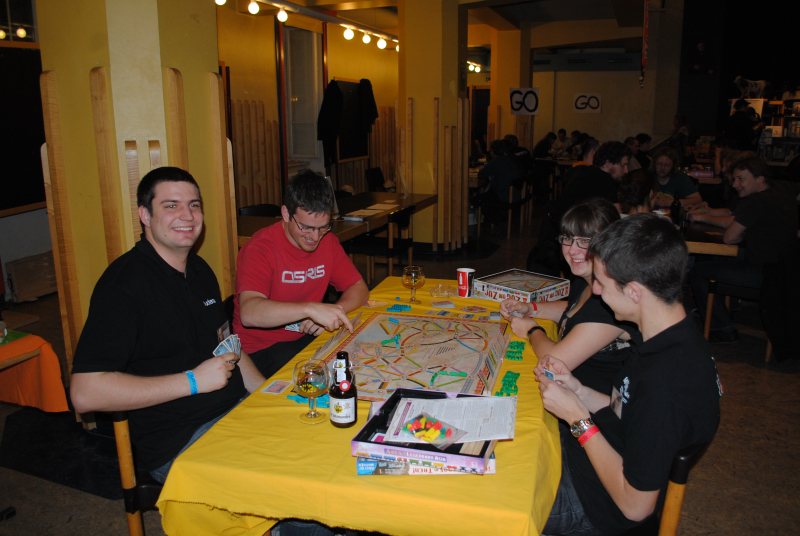
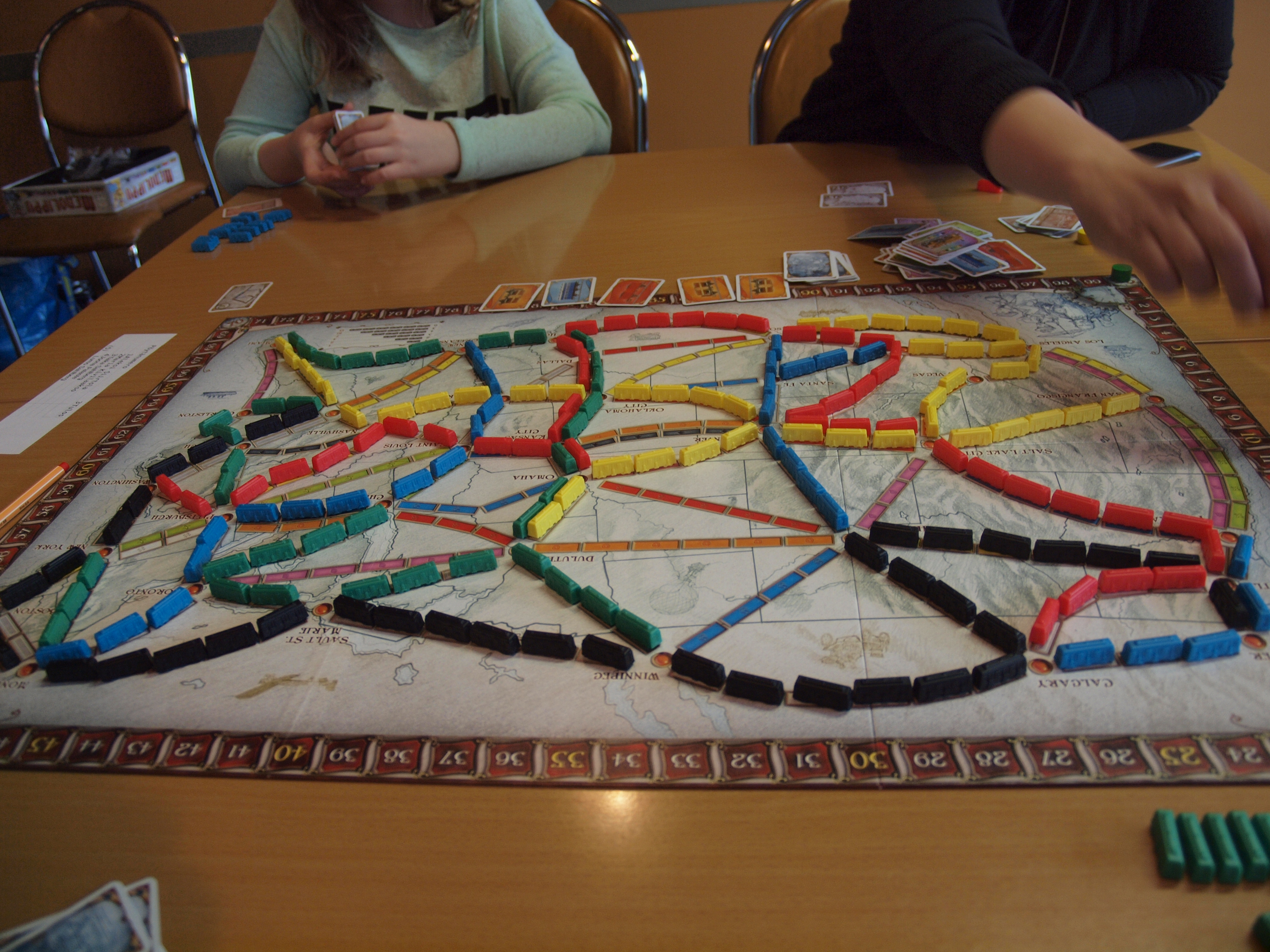